# Walter Trier
Walter Trier (25. června 1890 Praha – 8. července 1951 Craigleith poblíž Collingwoodu, Ontario, Kanada) byl německý ilustrátor židovského původu známý především svými ilustracemi dětských knih Ericha Kästnera.

## Život
Walter Trier pocházel z německy mluvící židovské rodiny ze střední třídy. Studoval nejprve v Praze a později na mnichovské akademii u Franze von Stucka. Pracoval pro časopisy Simplicissimus, Jugend a Lustige Blätter, od roku 1910 kreslil pro nakladatelství Ullstein, mimo jiné pro časopisy Berliner Illustrierte, Uhu a Die Dame, pracoval také pro Ulk a satirický měsíčník „Die Frechheit“. Během první světové války nakreslil pro válečná čísla berlínského časopisu Lustige Blätter řadu propagandistických karikatur proti Velké Británii a dalším členům Trojdohody.
Walter Trier byl také reklamním umělcem a vytvářel kreslené filmy, kulisy a kostýmy. Dětskou hernu na parníku Bremen navrhl také Walter Trier, který v letech 1919-1920 publikoval karikatury pro Illustrierte Filmwoche.
Trier, který byl již tehdy velmi úspěšný a uznávaný po celém světě, se na dlouhou dobu proslavil svými ilustracemi k dětským knihám Ericha Kästnera. V roce 1929 ho nakladatelka Edith Jacobsonová seznámila s Erichem Kästnerem, a tak se ještě téhož roku stal ilustrátorem první dětské knihy Ericha Kästnera Emil a detektivové a významně přispěl ke Kästnerovu úspěchu jako dětského autora. Oba umělci spolu několik let úzce spolupracovali a udržovali přátelské vztahy. Kromě Kästnera se podílel také na výtvarném řešení děl Eriky a Klause Mannových, Alexandra Rody Rody Kurta Tucholského a Hermanna von Wedderkopa a dalších.
Od roku 1927 vytvořil celkem 17 návrhů obálek pro řadu nakladatelství Piper VerlagWas nicht im „Baedeker“ steht (Co v baedekru nenajdete), která vycházela až do konce 30. let 20. století a na kterou navázal Was nicht im Wörterbuch steht (Co ve slovníku nenajdete) z roku 1934 se šesti obálkami ve stejném stylu. Ilustrace ke známému příběhu pro malé i velké chlapce Klapzubova jedenáctka (německy Klapperzahns Wunderelf) vytvořil také Trier, který se v roce 1929 přiznal, že je fotbalovým nadšencem a patří do berlínského sportovního klubu umělců Oase. Kolem roku 1930 nakreslil karikatury známých německých sportovců (např. Maxe Schmelinga, Otto Schmidta, Inge a Ellen Braumüllerových) pro album cigaretové továrny „Haus Bergmann“ AG.
Po předání moci nacistům v roce 1933 byly ilustrace ke knihám Marka Twaina Dobrodružství Toma Sawyera a Huckleberryho Finna poslední prací na evropském kontinentu, po níž Walter Trier koncem roku 1936 emigroval do Londýna, kde kreslil pro satirický časopis Liliput a ilustrovaný časopis Picture Post. Politické kresby o masakru v Lidicích a atentátu na Heydricha se objevily v britském německojazyčném týdeníku Die Zeitung. V roce 1942 napsal a navrhl pro britské ministerstvo informací leták „Nacistická němčina ve 22 lekcích“, který byl shazován z letadel Královského letectva nad územími okupovanými nacisty a měl nabídnout jiný výklad či definici nejčastějších nacistických pojmů a teorií. Ve spolupráci s českým karikaturistou Adolfem Hoffmeisterem vydal v roce 1944 sbírku politických karikatur. Přispíval také ilustracemi do dětských knih a vydával vlastní svazky a hříčky. V roce 1945 ilustroval 34. číslo Brer Rabbit anglického dětského časopisu Puffin Picture Books.
Po skončení války Walter Trier v roce 1947 odešel za svou dcerou do Kanady, kde pokračoval ve své grafické práci jako reklamní umělec a ilustrátor Kästnerových knih. Se svou ženou žil v Collingwoodu.
Walt Disney mu nabídl práci kreslíře, ale Trier ji odmítl, protože nechtěl pracovat pod logem cizí společnosti.
Trier svá díla obvykle podepisoval hůlkovým písmem svého příjmení v pravém dolním rohu.

## Pocty
Dne 1. července 2024 byla v Berlíně odhalena pamětní deska na domě jeho bývalé bydliště v Berlíně-Lichterfelde, Herwarthstraße 10.

## Výstavy
- Salon der Lustigen Blätter - Výstava originálních kreseb zábavného časopisu „Lustige Blätter“ - 20. září až 20. října 1910 - Berlín - Hohenzollern Kunstgewerbehaus - Trier zastoupen patnácti díly
- Velká berlínská výstava umění 1911 - 29. dubna až 1. října 1911 - Berlín - Akademie umění - Trier zastoupen jedním dílem
- Výstava berlínských scénografů - 1. června až 31. července 1926 - Berlín - pořádala Neue Kunsthandlung - Trier zastoupen 21 díly
- 51. výstava Berlínské secese - Podzimní výstava 1926 - 23. října až 15. prosince 1926 - Berlín - Berlínská secese - Trier zastoupen jedním dílem
- 53. výstava Berlínské secese - 25. února až 30. dubna 1928 - Berlín - Berlínská secese - Trier zastoupen dvěma díly
- 58. výstava Berlínské secese - Podzimní výstava 1929 - podzim 1929 - Berlín - Berlínská secese - Trier zastoupen třemi díly
- Berlínský humor - Trier/Simmel/Zille - únor až březen 1929 - Berlín - Moderní galerie Wertheim - Trier zastoupen 122 díly
- Walter Trier - listopad 1934 - Praha - Galerie André - samostatná výstava (rozsah neznámý)
- Výstava německého umění 20. století - 8. června až 27. srpna 1938 - Londýn - New Burlington Galleries - Trier zastoupen neznámým rozsahem děl
- Výstava děl spojeneckých umělců - pod záštitou Britské rady - 6. května až 30. května 1942 - Londýn - R. B. A. Galleries - Trier zastoupen jedním dílem
- Karikatury Z. K., Hoffmeister, Pelc, Štěpán, Trier - září až říjen 1943 - Londýn - Československý institut - Trier zastoupen neznámým rozsahem děl
- Karikatury a karikatury: Joss, Ross, Sallon, Walter Trier, Vicky, Victoria, Mark Wayner - 19. dubna až 12. května 1950 - Londýn - Ben Uri Art Gallery - Trier zastoupen neznámým rozsahem děl
- „Zase jsem tady“ - Walter Trier - Berlínská léta - 22. ledna až 28. února 1999 - Berlín - SMPK Art Library
- Humorista Walter Trier - Výběr z daru nadace Trier-Fodor - 22. března až 25. května 1980 - Toronto - Art Gallery of Ontario - Trier zastoupen 123 díly.
- Walter Trier: Ilustrace k dětským knihám ze sbírky Kurta L. Maschlera, Londýn - 16. června až 5. července 1983 - Mnichov - Mezinárodní knihovna pro mládež
- Walter Trier. Politika. Umění. Reklama - 11. června až 3. září 2006 - Hannover - Wilhelm-Busch-Museum
- Walter Trier. Drzý a veselý ilustrátor dětských knih Ericha Kästnera - 21. února až 22. září 2024 - Mnichov - Mezinárodní knihovna pro mládež.
- Česká pobočka Goethe-Institutu v roce 2024 zařadila Triera do tematického programu věnovanému jeho blízkému příteli Erichu Kästnerovi, a to s ohledem na ilustrace Waltera Triera jsou neodmyslitelnou součástí řady Kästnerových knih.[6]
- Koukej, Kästner (Guck mal, Kästner!) společná výstava knih a ilustrací Ericha Kästnera a Waltera Triera v Goethe-Institutu v Praze. Říjen 2024 - leden 2025.[7]

## Práce

### Knižní ilustrace
- Felix Schloemp - Walter Trier: Schabernack und Lumpenpack. Georg Müller Verlag Mnichov a Lipsko 1913
- Fred A. Colman - Walter Trier: Umělci. Paul Aretz, Drážďany 1928
- Dětské knihy Ericha Kästnera ilustrované Walterem Trierem najdete s ilustracemi obálek na stránkách Erich Kästner Gesellschaft.
- Erich Kästner - Walter Trier: Till Eulenspiegel - Atrium Verlag Zürich 1999 (poprvé vyšlo v roce 1938 v Atrium Verlag Zürich).
- Erich Kästner - Walter Trier: Georg und die Zwischenfälle - Atrium-Verlag Basel, Mährisch-Ostrau 1938 (pozdější vydání pod názvem: Der kleine Grenzverkehr oder Georg und die Zwischenfälle. Zurich 1949ff.; München Dtv 172008. ISBN 978-3-423-11010-5).
- Harry Rowohlt - Walter Trier: Der lustige Dampfer (Veselý parník). Cecilie Dressler, Hamburg 2009, ISBN 978-3-7915-1675-2.
- Paul Benndorf - Walter Trier: Till Eulenspiegel (reprint), Klaus-Becker-Verlag, Postupim 2022, ISBN 978-3-88372-366-2.

### Knihy
- Walter Trier, Frank Dowling: Nacistická němčina ve 22 lekcích (Nazi-Deutsch in 22 Lektionen). Leták, Londýn, 1942. reprint, Favoritenpresse, Berlín, 2022. cca 80 stran se třemi krátkými životopisy a komentáři k 24 ilustracím Antje M.Warthorst (Archiv Waltera Triera, Kostnice). ISBN 978-3-96849-053-3 (Původně vyšlo v šesti různých evropských jazycích. Kromě anglické verze se však dochovalo pouze nizozemské (Nazi-Duitsch in 22 Lessen, 1942) a portugalské (Alemao-Nazi in 22 Licoes, 1942) vydání).
- 10 kleine Negerlein. Blüchert, Stuttgart 1954.

### Ilustrace v časopisech a novinách
- Simplicissimus - Simplicissimus-Verlag - Mnichov - příspěvky v letech 1909-1913
- Jugend - G. HIRTH's Kunstverlag - Mnichov - příspěvky v letech 1910-1911
- Lustige Blätter - Dr. Eysler & Co. - Berlín - příspěvky v letech 1910-1935
- Reigen - Blätter für Galante Kunst und Tanz - Wilhelm Borngräber Verlag - Lipsko - příspěvky v roce 1919
- Berliner Illustrirte Zeitung - Ullstein Verlag - Berlin
- Die Dame - Ullstein Verlag - Berlin - články v letech 1919-1935
- UHU - Nový měsíčník - Ullstein Verlag - Berlín - články v letech 1924-1933
- Die Koralle - Ullstein Verlag - Berlin - Články v roce 1925 (- ?)
- Prager Tagblatt - Heinrich Mercy - Praha
- Lilliput - Kapesní časopis pro každého - Pocket Publications Ltd - Londýn - příspěvky v letech 1937-1949
- Die Zeitung - Maxwell Publishing Co Ltd - Londýn - příspěvky v letech 1941-1944

### Filmy
- Ein Tag des Reichspräsidenten - animovaný film (ztracený) - kresby Waltera Triera - 1919 - Berlín[6]
- Großer Internationaler Boxkampf – Triers Trick-Film - animovaný film cca 7 minut (ztraceno) - kresby Walter Trier - 1920 - Projektions A.G. Union - Berlín
- Filmsterne - 1. část - animovaný film cca 6 minut (ztraceno) - kresby Waltera Triera - 1920 - Projektions A.G. Union - Berlin
- Filmsterne - 2. část - animovaný film cca 6 minut (ztraceno) - kresby Waltera Triera - 1920 - Projektions A.G. Union - Berlin
- Der Markt von Titipu - animovaný film cca 5 minut (ztraceno) - kresby Waltera Triera - 1921 - Projektions A.G. Union - Berlin
- Schönheitsabend - Trierův trikový film - animovaný film cca 5 minut (ztraceno) - kresby Waltera Triera - 1921 - Projektions A.G. Union - Berlin
- Der böse Geist Lumpaci Vagabundus  - němý film (stavby a figurky Waltera Triera) - 1922 - Carl Wilhelm-Film G.m.b.H. - Berlín
- Acht Maler und ein Modell - dokumentární film (ztracený) - 1927 - Universum-Film AG (Ufa) - Berlín
- Mein Herz ist eine Jazzband  - němý film (kostýmy Walter Trier) - 1928 - Efzet-Film G.m.b.H. - Berlín

### Jevištní dekorace a kostýmy
- Für Dich - Revue o 2 dějstvích s 20 obrazy - Erik Charell - hudba a texty Ralph Benatzky - 1925 - Berlín - Großes Schauspielhaus - scéna a návrhy opony pro 11. obraz „Alpensymfonie“ od Waltera Triera

### Další díla
- společně s Ebi Naumannem: Crazy People. Ein Hin- und Her-Klappbuch, Cecilie Dressler Verlag, Hamburg 2011 ISBN 978-3-7915-1426-0